# فرانسوا دومون (ملحن)
فرانسوا دومون (بالفرنسية: François Dumont)‏ هو ملحن وعازف بيانو فرنسي، ولد في 19 أكتوبر 1985 في ليون في فرنسا.

## وصلات خارجية
- الموقع الرسمي
- فرنسوا دومون على موقع ميوزك برينز (الإنجليزية)
- فرنسوا دومون على موقع أول ميوزيك (الإنجليزية)
- فرنسوا دومون على موقع ديسكوغز (الإنجليزية)